# Épiais-lès-Louvres
Pour les articles homonymes, voir Épiais et Épiais-Rhus.
Épiais-lès-Louvres est une commune française située dans le département du Val-d'Oise en région Île-de-France.
Ses habitants sont appelés les Épiaisois ou Épiaisiens.

## Géographie

### Description
Épiais-lès-Louvres est un village du Pays de France dans le Val-d'Oise, limitrophe de la Seine-et-Marne situé à 30 km environ au nord-est de Paris et à quelques centaines de mètres seulement au nord des pistes de l'aéroport Roissy-Charles-de-Gaulle.

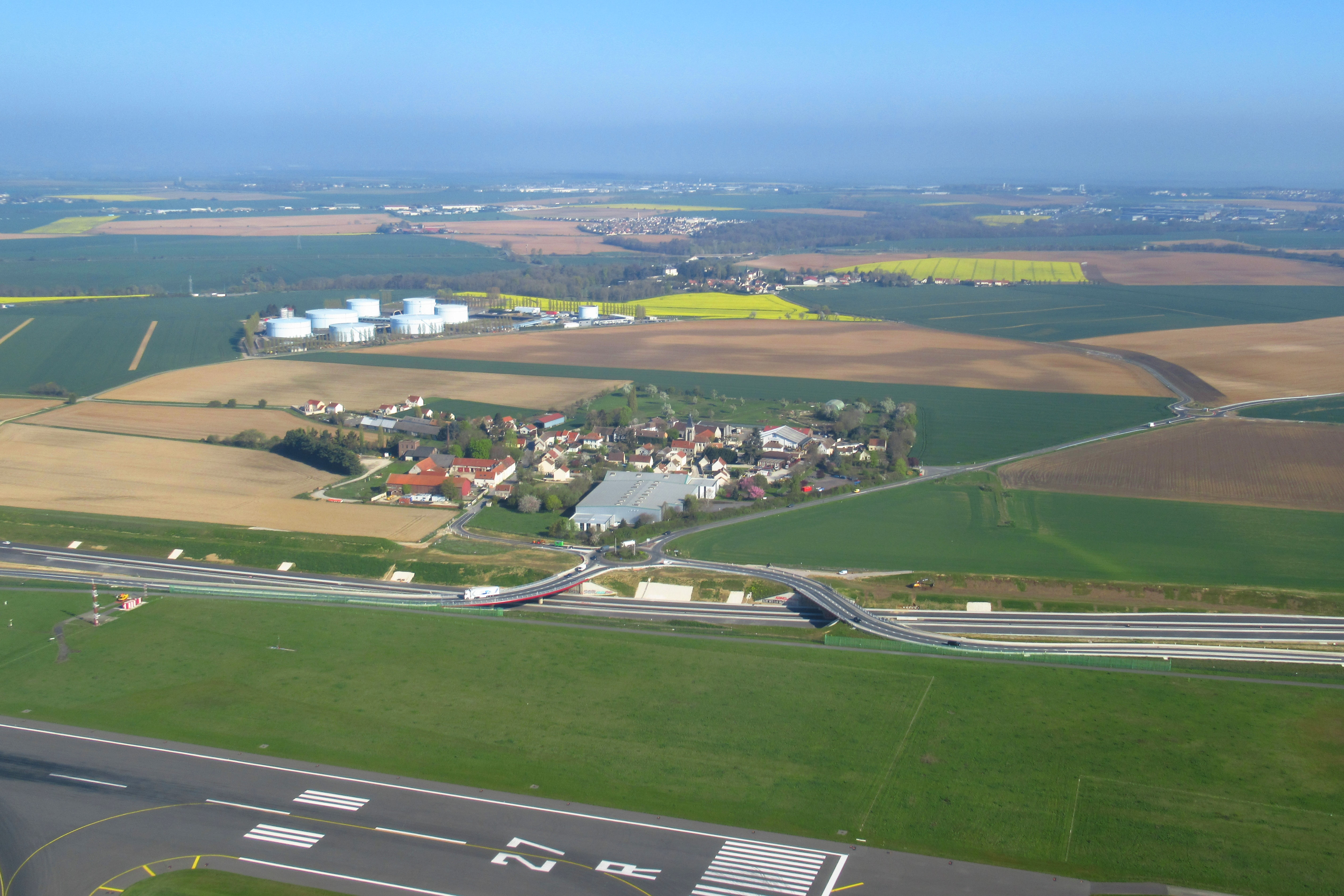
Vue aérienne de 2023 du village.

Le territoire communal est traversé par autoroute A1, la Francilienne et la LGV Interconnexion Est.

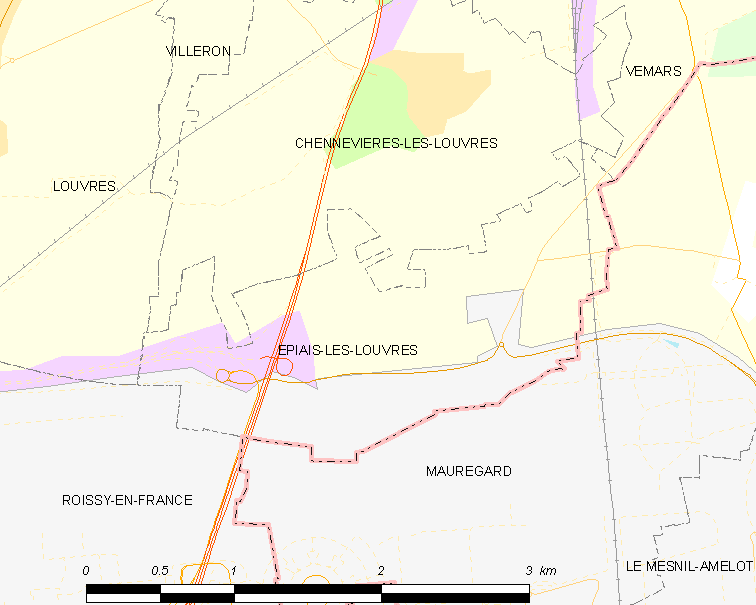
Carte de la commune.
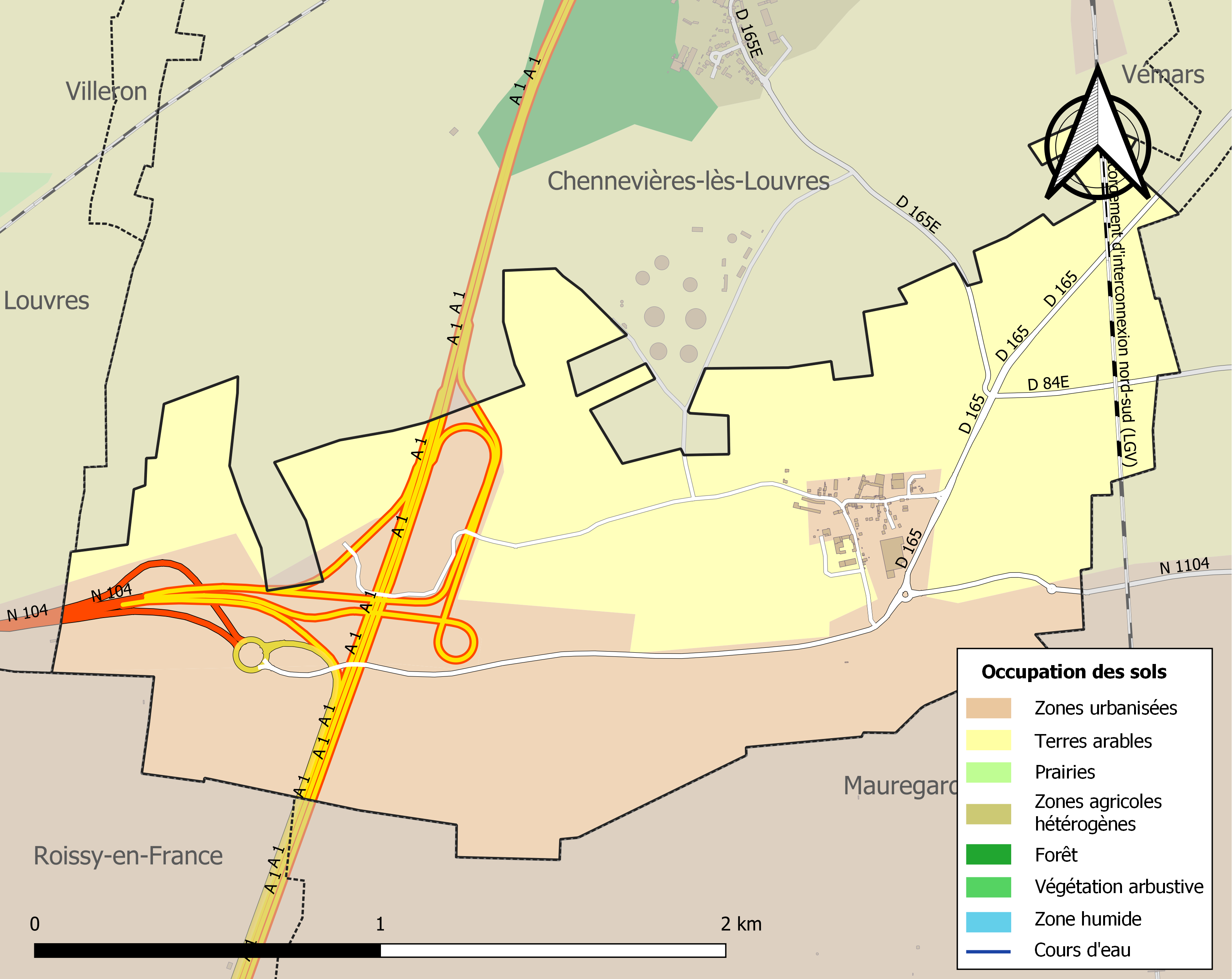
Occupation des sols

### Communes limitrophes
|                  | Chennevières-lès-Louvres | Vémars                     |
| Louvres          | Épiais-lès-Louvres       | Mauregard (Seine-et-Marne) |
| Roissy-en-France |                          |                            |

### Climat
Pour des articles plus généraux, voir Climat de l'Île-de-France et Climat du Val-d'Oise.
En 2010, le climat de la commune est de type climat océanique dégradé des plaines du Centre et du Nord, selon une étude du CNRS s'appuyant sur une série de données couvrant la période 1971-2000. En 2020, Météo-France publie une typologie des climats de la France métropolitaine dans laquelle la commune est exposée à un climat océanique altéré et est dans la région climatique Sud-ouest du bassin Parisien, caractérisée par une faible pluviométrie, notamment au printemps (120 à 150 mm) et un hiver froid (3,5 °C).
Pour la période 1971-2000, la température annuelle moyenne est de 11 °C, avec une amplitude thermique annuelle de 15,1 °C. Le cumul annuel moyen de précipitations est de 709 mm, avec 10,9 jours de précipitations en janvier et 8,1 jours en juillet. Pour la période 1991-2020, la température moyenne annuelle observée sur la station météorologique la plus proche, située sur la commune de Roissy-en-France à 5 km à vol d'oiseau, est de 12,1 °C et le cumul annuel moyen de précipitations est de 694,3 mm,. Pour l'avenir, les paramètres climatiques de la commune estimés pour 2050 selon différents scénarios d'émission de gaz à effet de serre sont consultables sur un site dédié publié par Météo-France en novembre 2022.
| Mois                                  | jan.             | fév.             | mars          | avril           | mai            | juin           | jui.           | août           | sep.           | oct.            | nov.            | déc.             | année      |
| ------------------------------------- | ---------------- | ---------------- | ------------- | --------------- | -------------- | -------------- | -------------- | -------------- | -------------- | --------------- | --------------- | ---------------- | ---------- |
| Température minimale moyenne (°C)     | 2,3              | 2,3              | 4,5           | 6,7             | 10             | 13,1           | 15,1           | 15             | 12,1           | 9,2             | 5,4             | 2,9              | 8,2        |
| Température moyenne (°C)              | 4,7              | 5,3              | 8,3           | 11,2            | 14,6           | 17,8           | 20,1           | 20,1           | 16,6           | 12,7            | 8,1             | 5,2              | 12,1       |
| Température maximale moyenne (°C)     | 7                | 8,2              | 12,2          | 15,8            | 19,3           | 22,6           | 25,1           | 25,1           | 21,1           | 16,2            | 10,7            | 7,5              | 15,9       |
| Record de froid (°C) date du record   | −17,8 17.01.1985 | −12,4 07.02.1991 | −9,1 13.03.13 | −3,9 12.04.1986 | 0,3 03.05.1981 | 2,6 01.06.1975 | 7,3 15.07.1977 | 6,1 25.08.1980 | 2,4 19.09.1977 | −3,1 30.10.1985 | −8,1 23.11.1998 | −10,6 29.12.1996 | −17,8 1985 |
| Record de chaleur (°C) date du record | 16 27.01.03      | 20,5 27.02.19    | 25,3 31.03.21 | 28,6 20.04.18   | 31,9 27.05.05  | 36,5 27.06.11  | 41,4 25.07.19  | 39 12.08.03    | 35 08.09.23    | 28,9 01.10.11   | 21,2 08.11.15   | 17,3 16.12.1989  | 41,4 2019  |
| Ensoleillement (h)                    |                  | 916              | 1 396         | 1 967           | 2 183          | 2 112          | 2 406          | 2 149          | 1 786          | 1 123           | 693             | 615              |            |
| Précipitations (mm)                   | 57,2             | 48               | 49,8          | 47,8            | 66,5           | 61,9           | 59,9           | 57,8           | 50             | 60,1            | 60,4            | 74,9             | 694,3      |

## Urbanisme

### Typologie
Au 1er janvier 2024, Épiais-lès-Louvres est catégorisée commune rurale à habitat dispersé, selon la nouvelle grille communale de densité à sept niveaux définie par l'Insee en 2022.
Elle appartient à l'unité urbaine de Paris, une agglomération inter-départementale regroupant 407  communes, dont elle est une commune de la banlieue,,. Par ailleurs la commune fait partie de l'aire d'attraction de Paris, dont elle est une commune de la couronne,. Cette aire regroupe 1 929 communes,.

## Toponymie

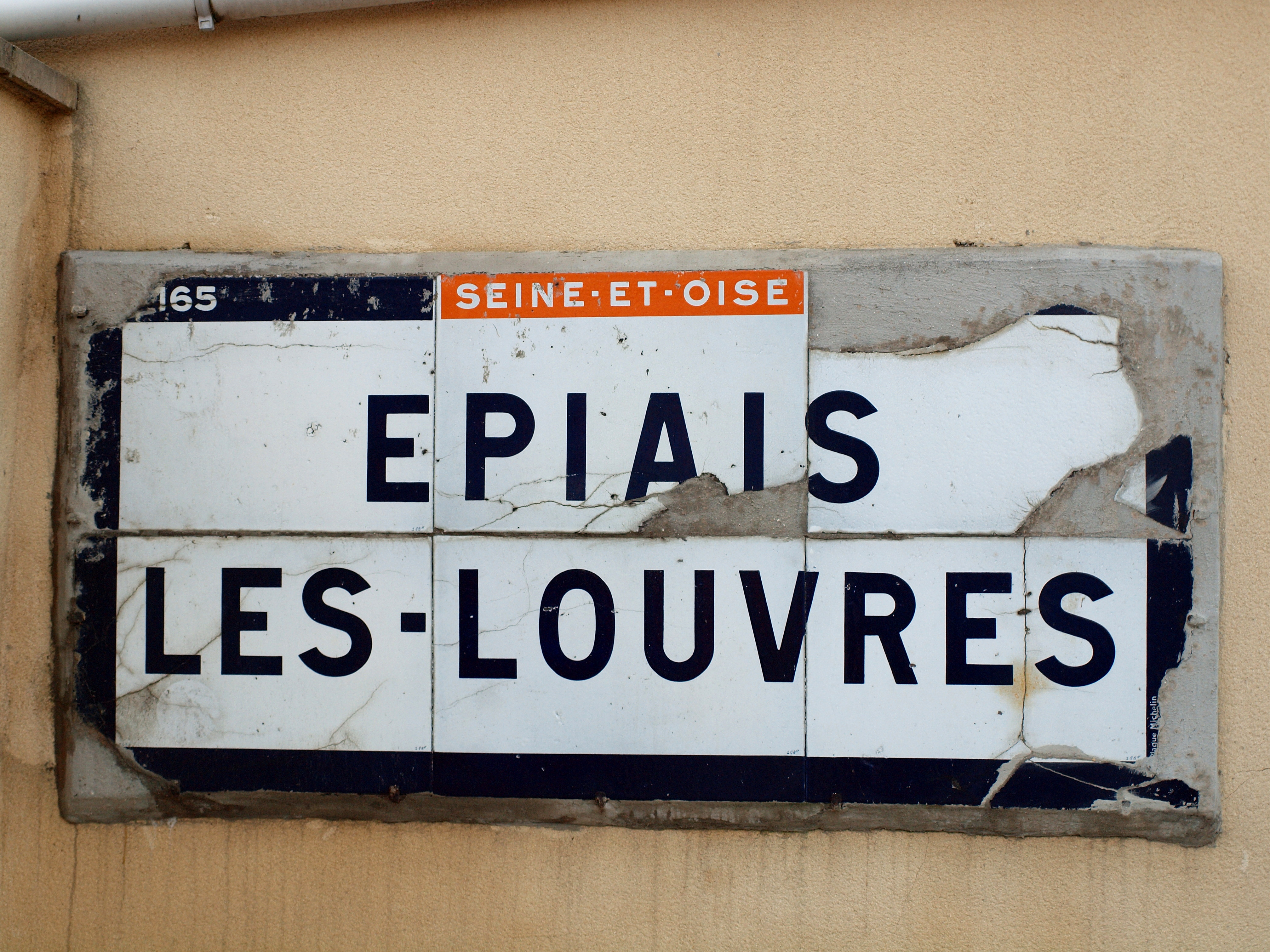
Ancienne plaque Michelin d'entrée de la commune.

Spieriae en 1150, Espieriae, Espierii, Espiers en 1175, Epiers, Espeais en 1648, Epiais-Tournedos, Espiès au XIVe siècle.
Le village tire probablement son nom du latin spicarium, un dérivé de spica '("épi").
Grange à épis (grenier)[réf. nécessaire].

## Histoire
Des silex taillés datant du  Néolithique ont été découverts à La Grande-Fosse, ainsi qu'une une poterie à fond rond dans une grande fosse à La Haie-Grindart.
Des vestiges gaulois du IVe siècle av. J.-C.  découverts au Fief-et-Canton-de-Magny attestent l'occupation du lieu durant l'Antiquité. Trois autres petits silos gaulois, deux fosses gallo-romaines d'extraction de calcaire et un puits qui pourrait être du haut Moyen Âge sont signalés à L'Onglet. Il semble qu'au lieu-dit La Fosse se trouvait un relais routier gallo-romain, constitué d'un enclos fermé d'un demi hectare occupé notamment aux IIe et IVe siècles, avec de nombreux celliers, des puits et des vestiges d'une activité métallurgique importante.
En 1994, des prospecteurs ont découvert deux fragments de sarcophages médiévaux en plâtre à L'Onglet.
Au XIIIe siècle, le village était rattaché à la paroisse de Chennevières, qui dépendait de l'évêque de Paris.
Avant la Révolution française, deux grosses exploitations agricoles se trouvaient à Épiais : la ferme seigneuriale était proche de l'église et celle du chapitre de Notre-Dame de Paris, à l'extrémité ouest du village.
Resté une commune agricole, grande culture céréalière notamment, le village a perdu une partie de son territoire depuis les années 1970 à la suite de deux expropriations dues aux agrandissements successifs de l'aéroport Roissy-Charles-de-Gaulle voisin. Cette expansion provoque en partie la diminution progressive de la population depuis 1974.

## Politique et administration

### Rattachements administratifs et électoraux

#### Rattachements administratifs
Antérieurement à la loi du 10 juillet 1964, la commune faisait partie du département de Seine-et-Oise. La réorganisation de la région parisienne en 1964 fit que la commune appartient désormais au département du Val-d'Oise et à son arrondissement de Sarcelles après un transfert administratif effectif au 1er janvier 1968.
Elle faisait partie de 1801 à 1967 du canton de Luzarches de Seine-et-Oise. Lors de la mise en place du Val-d'Oise, la ville intègre le canton de Gonesse. Dans le cadre du redécoupage cantonal de 2014 en France, cette circonscription administrative territoriale a disparu, et le canton n'est plus qu'une circonscription électorale.
Épiais-lès-Louvres fait partie de la juridiction d’instance de Gonesse, et de celle du Tribunal judiciaire ainsi que de  celui commerce de Pontoise,.

#### Rattachements électoraux
Pour les élections départementales, la commune est membre depuis 2014 du canton de Goussainville
Pour l'élection des députés, elle fait partie de la neuvième circonscription du Val-d'Oise.

### Intercommunalité
Épiais-lès-Louvres était membre de la communauté d'agglomération Roissy Porte de France, un établissement public de coopération intercommunale (EPCI) à fiscalité propre créé en 1994 et auquel la commune avait transféré un certain nombre de ses compétences, dans les conditions déterminées par le code général des collectivités territoriales.
Dans le cadre de la mise en œuvre de la loi de modernisation de l'action publique territoriale et d'affirmation des métropoles (loi MAPAM) du 27 janvier 2014, qui prévoit la généralisation de l'intercommunalité à l'ensemble des communes et la création d'intercommunalités de taille importante, cette intercommunalité a fusionné avec sa voisine pour former, le 1er janvier 2016, la communauté d'agglomération Roissy Pays de France dont est désormais membre la commune.

### Liste des maires
| Période                                  | Période                       | Identité           | Étiquette | Qualité                                                                                |
| ---------------------------------------- | ----------------------------- | ------------------ | --------- | -------------------------------------------------------------------------------------- |
| Les données manquantes sont à compléter. |                               |                    |           |                                                                                        |
| mai 1925                                 |                               | M. L. Bourgeois    |           |                                                                                        |
| Les données manquantes sont à compléter. |                               |                    |           |                                                                                        |
| mars 2001                                | 2008                          | Françoise Lefèbvre |           |                                                                                        |
| mars 2008                                | En cours (au 2 décembre 2020) | Isabelle Rusin     | UMP       | Conseillère départementale de Goussainville (2015 → ) Réélue pour le mandat 2020-2026, |

## Démographie
L'évolution du nombre d'habitants est connue à travers les recensements de la population effectués dans la commune depuis 1793. Pour les communes de moins de 10 000 habitants, une enquête de recensement portant sur toute la population est réalisée tous les cinq ans, les populations de référence des années intermédiaires étant quant à elles estimées par interpolation ou extrapolation. Pour la commune, le premier recensement exhaustif entrant dans le cadre du nouveau dispositif a été réalisé en 2007.

En 2022, la commune comptait 141 habitants, en évolution de +28,18 % par rapport à 2016 (Val-d'Oise : +4 %, France hors Mayotte : +2,11 %).
| 1793 | 1800 | 1806 | 1821 | 1831 | 1836 | 1841 | 1846 | 1851 |
| ---- | ---- | ---- | ---- | ---- | ---- | ---- | ---- | ---- |
| 165  | 148  | 150  | 157  | 132  | 130  | 132  | 130  | 119  |

| 1856 | 1861 | 1866 | 1872 | 1876 | 1881 | 1886 | 1891 | 1896 |
| ---- | ---- | ---- | ---- | ---- | ---- | ---- | ---- | ---- |
| 110  | 90   | 102  | 88   | 70   | 95   | 96   | 89   | 88   |

| 1901 | 1906 | 1911 | 1921 | 1926 | 1931 | 1936 | 1946 | 1954 |
| ---- | ---- | ---- | ---- | ---- | ---- | ---- | ---- | ---- |
| 88   | 99   | 100  | 120  | 120  | 126  | 130  | 107  | 120  |

| 1962 | 1968 | 1975 | 1982 | 1990 | 1999 | 2006 | 2007 | 2012 |
| ---- | ---- | ---- | ---- | ---- | ---- | ---- | ---- | ---- |
| 101  | 108  | 151  | 84   | 80   | 60   | 74   | 76   | 108  |

| 2017 | 2022 | - | - | - | - | - | - | - |
| ---- | ---- | - | - | - | - | - | - | - |
| 107  | 141  | - | - | - | - | - | - | - |

## Culture locale et patrimoine

### Lieux et monuments
Épiais-lès-Louvres possède deux monuments historiques sur son territoire :
- Croix de cimetière, au cimetière, rue du Manoir (classée monument historique par arrêté du 2 juin 1969[27]) : Il a été sculpté en 1645 par Denis Danvin, sur la commande du curé Antoine Vautin et le premier marguillier, René Tardu. Le sommet de la croix atteint une hauteur de 5,80 m au-dessus du sol. Le fût adopte la forme d'un obélisque mince et élancé. Ses quatre faces sont entièrement couvertes de bas-reliefs d'un haut symbolisme, illustrant un sujet différent sur chaque face. La face principale sud orientée vers l'entrée du cimetière porte les instruments de la Passion, s'inscrivant dans un décor mortuaire avec un squelette revêtu d'un linceul esquissant un rictus, et de différents attributs mortuaires sur un fond de larmes. Avec cette ambiance macabre, contrastent les figurés angéliques des quatre têtes de angelot ornant les angles du socle, dont la forme évasée n'est pas sans élégance. Il a été en grande partie refaite, à l'instar des trois degrés supérieurs du soubassement, dont seul le fond subsiste d'origine[28],[29].
- Croix hosannière, sur la place du village (classée monument historique en 1969[30]) : L'œuvre d'un maître inconnu date du XVIIe siècle, la datation précise n'ayant pas été établie. La croix ouvragée et flammée arbore le Christ d'un côté et la Vierge de l'autre côté. Elle est plantée sur un fût cylindrique cannelé, qui se dresse sur un piédestal Renaissance particulièrement élaboré. Chaque face est cantonnée de pilastres ioniques et comporte une niche aujourd'hui vide. Des frises de motifs végétaux stylisés terminent les faces en haut, et elles sont surmontées par de petits frontons en arc de cercle. Le soubassement se divise en quatre degrés ; à l'ouest, il comporte un petit autel avec un pupitre de lecture. Le dimanche des Rameaux, jour de procession, l'évangile y était lu[31],[29].

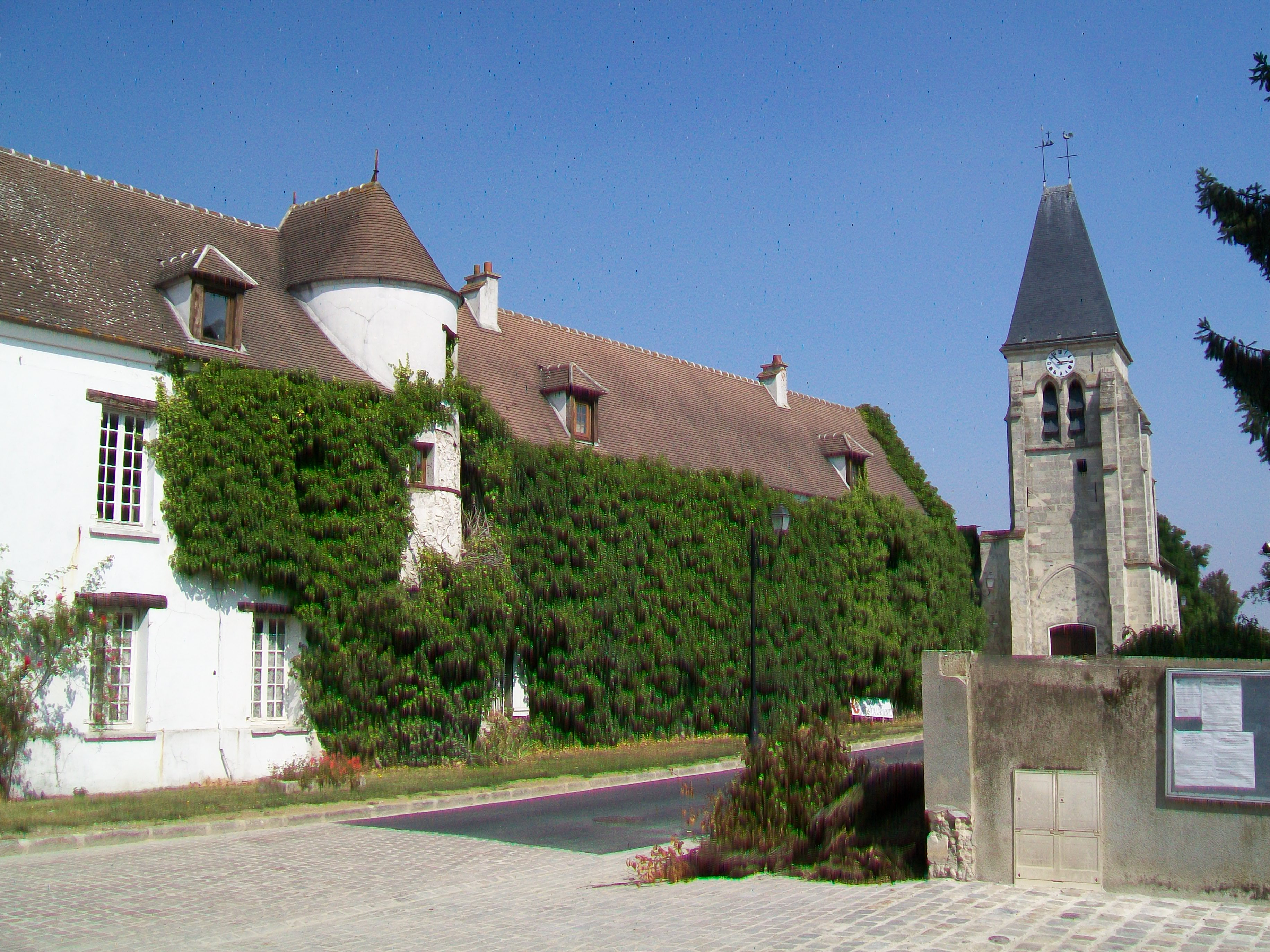
Le manoir et l'église.
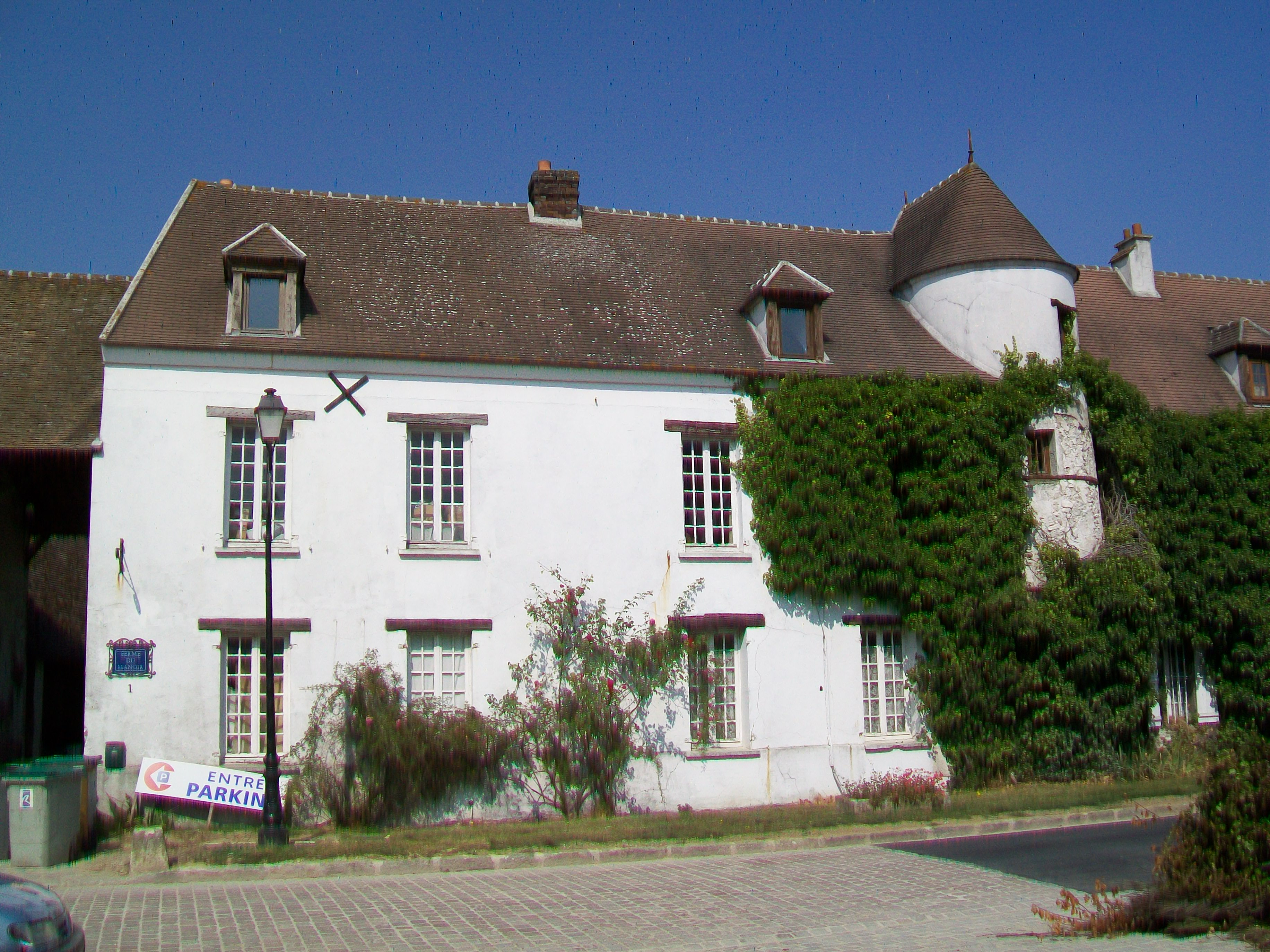
Ferme du manoir, logis.
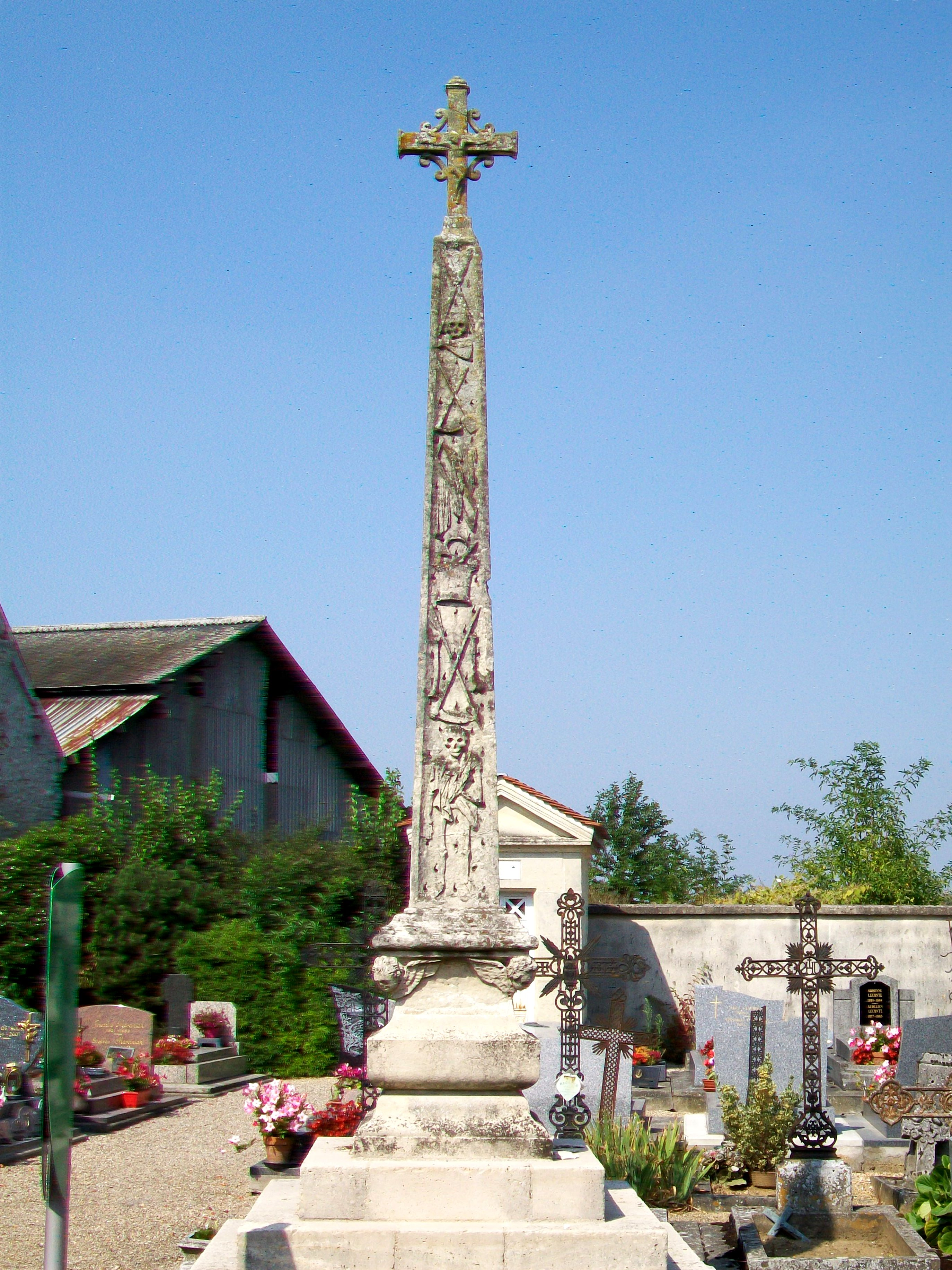
Croix de cimetière.
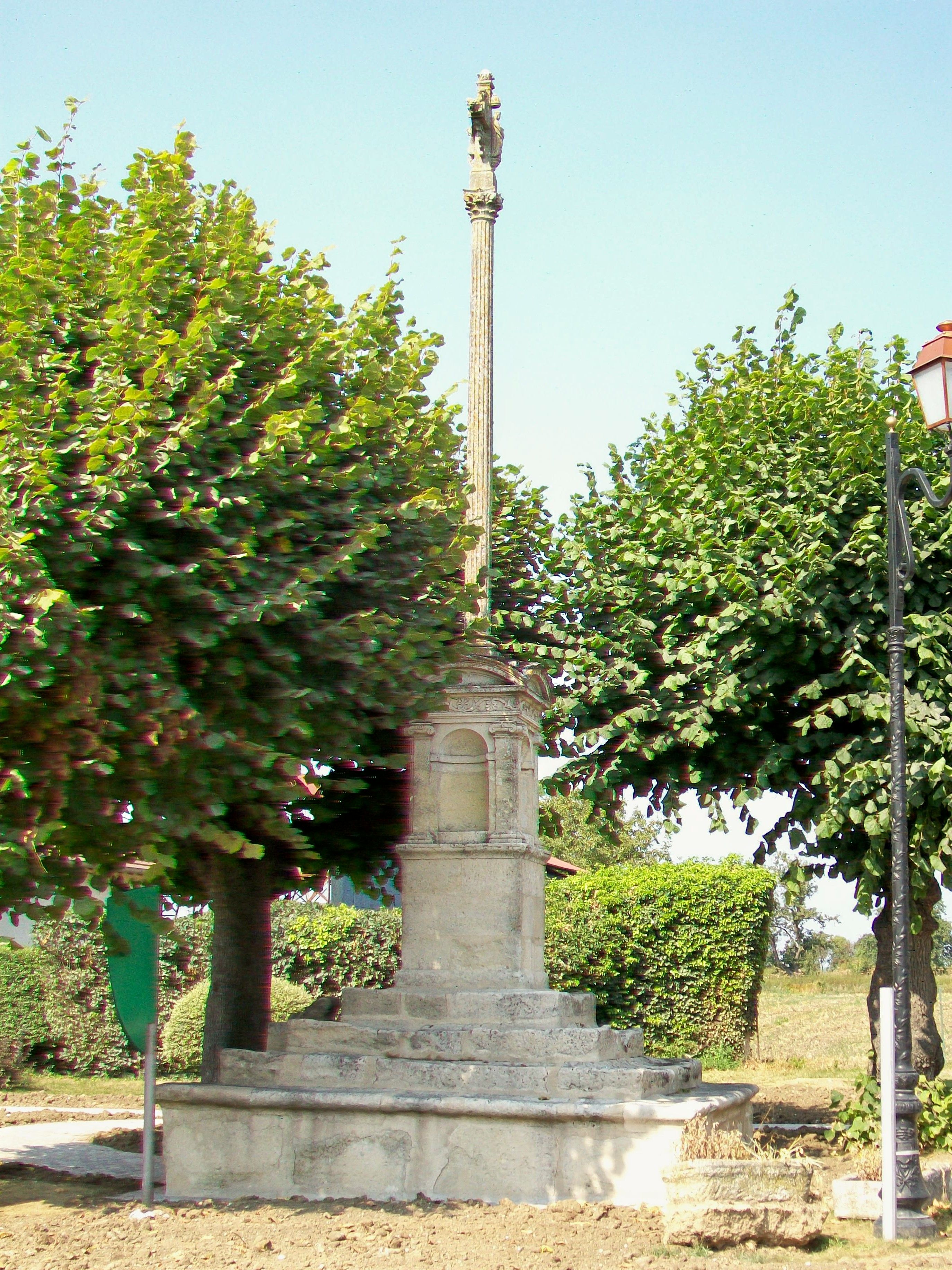
Croix hosannière.
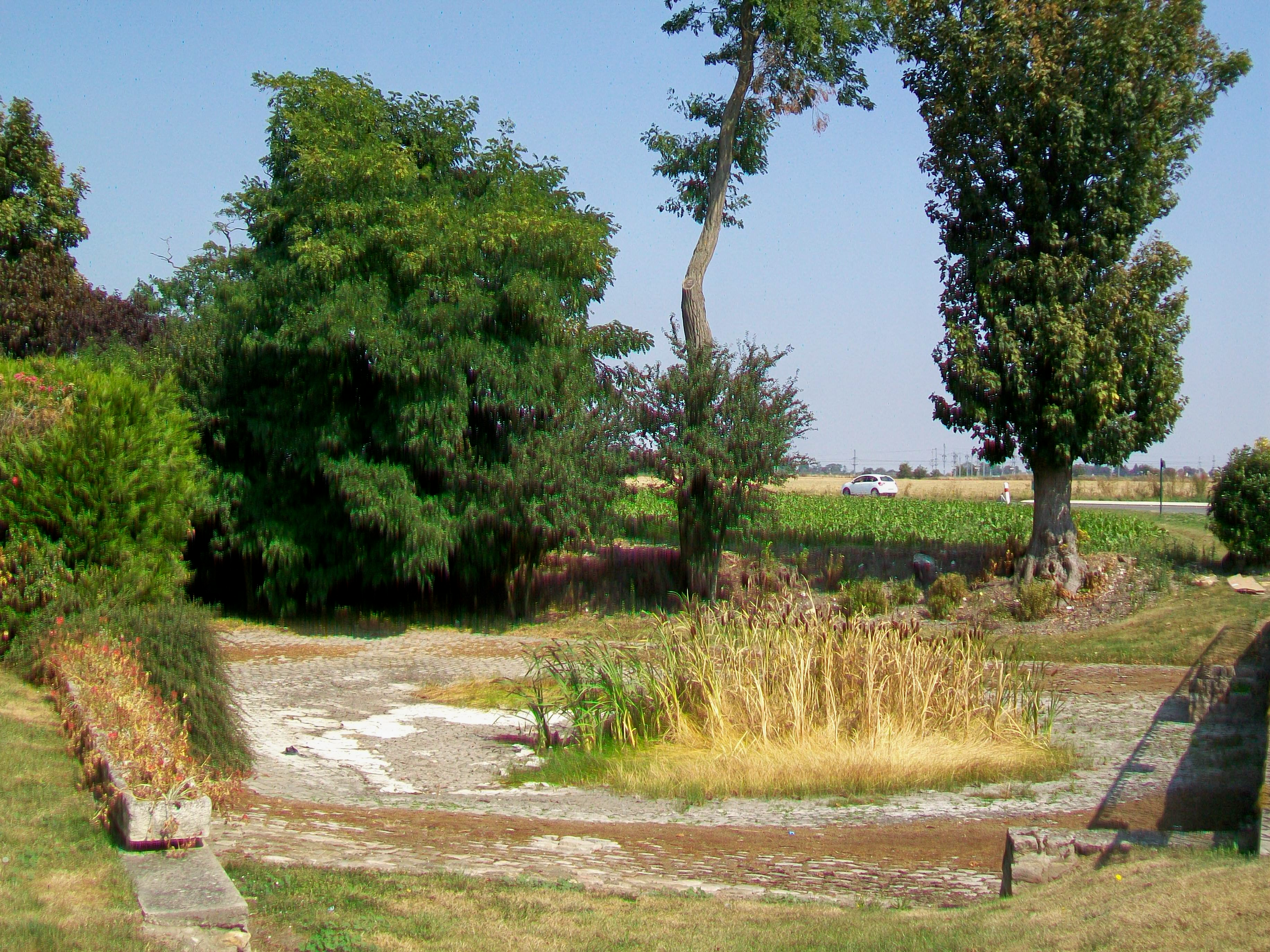
Mare-abreuvoir pavée.
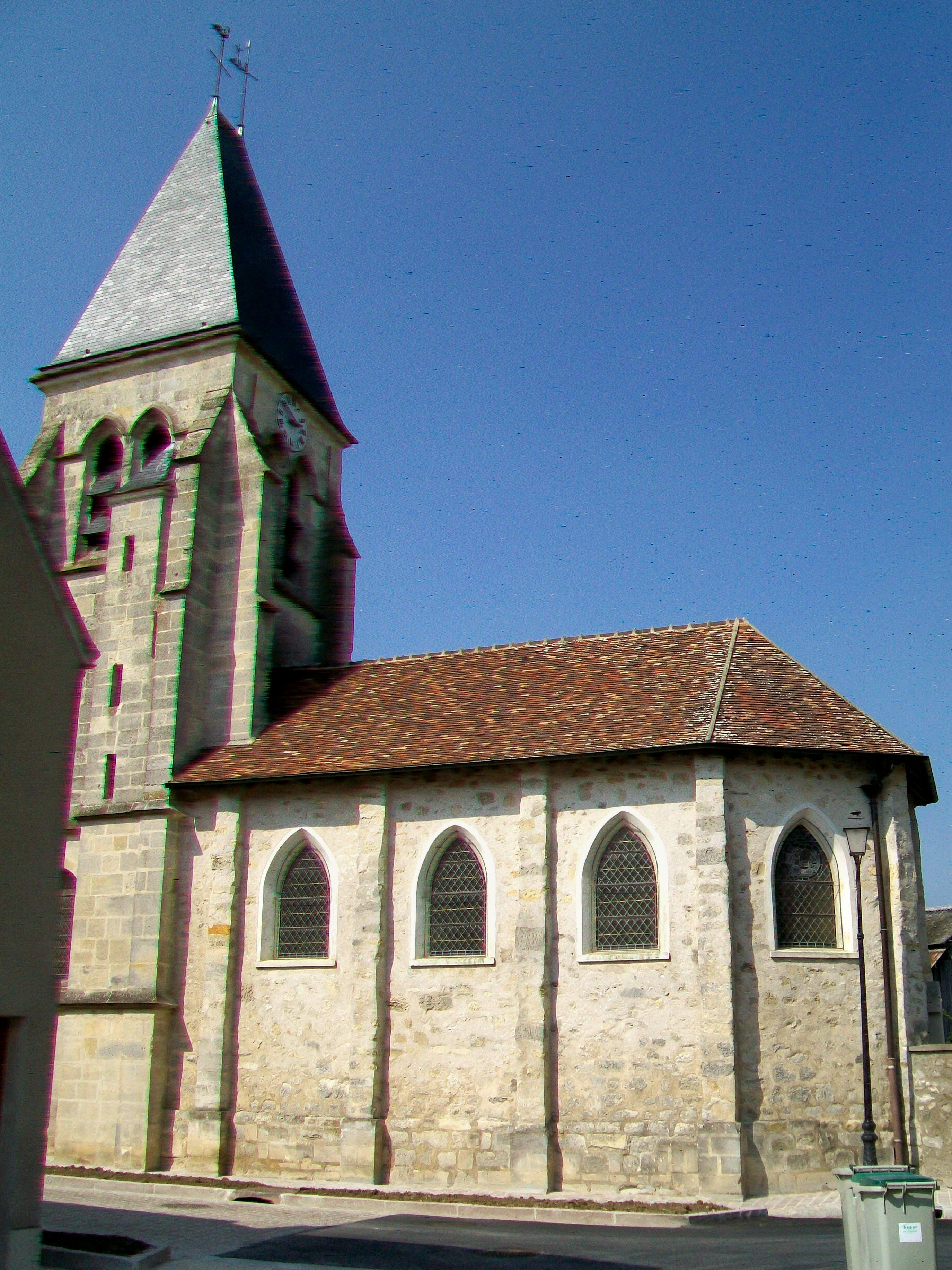
Église Notre-Dame.
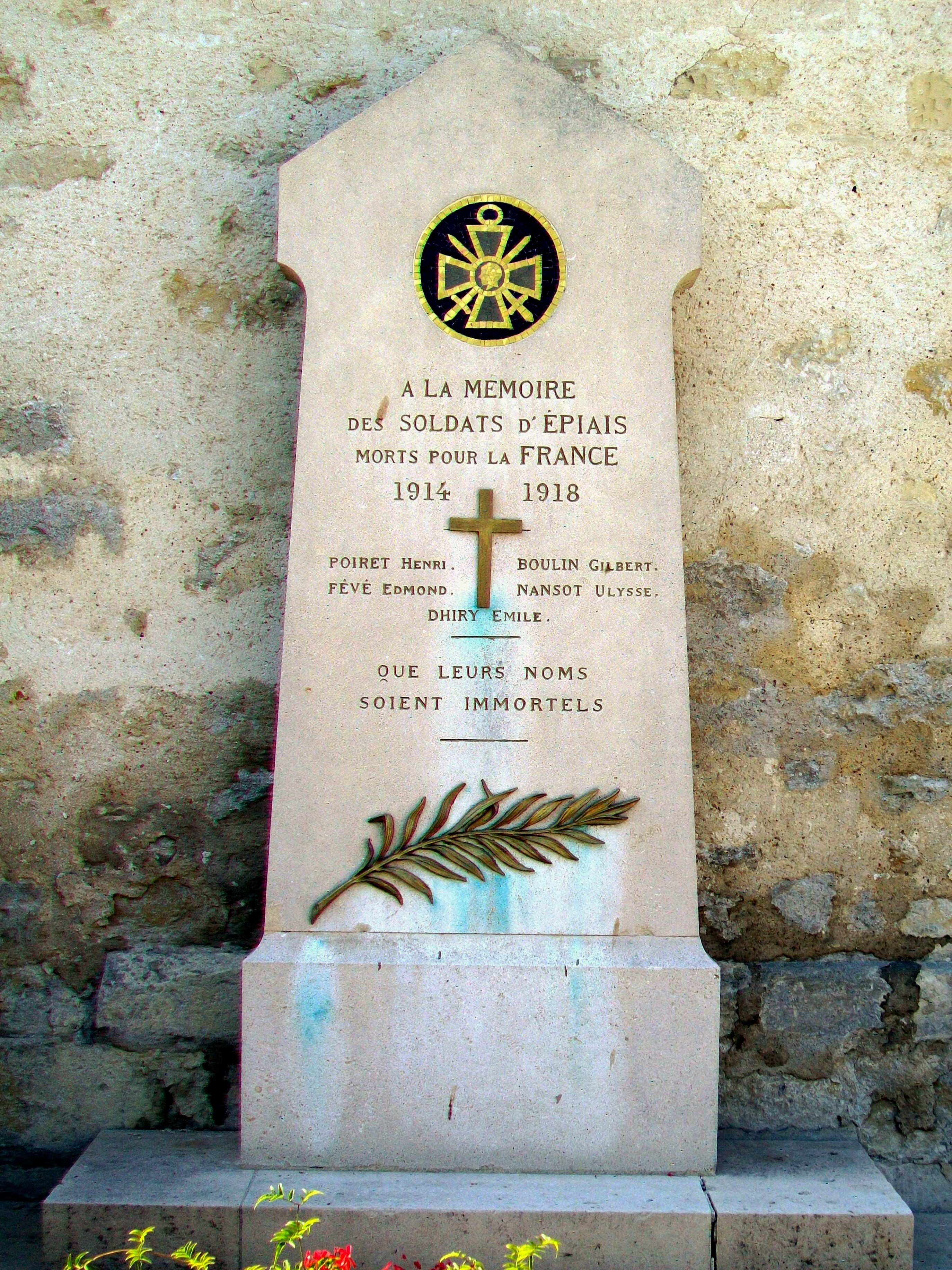
Monument aux morts

On peut également signaler : 
- Mare pavée, rue du Manoir : Des abreuvoirs pour le bétail, souvent sous la forme d'une mare pavée appelée localement gué, existaient dans de nombreux villages du pays de France, comme en témoignent les cartes topographiques de la première moitié du XXe siècle. Dans une contrée rare en cours d'eau naturels, ils servaient également de réserves d'eau pour l'extinction d'incendies et étaient alimentés par un système de rigoles le long des voies du village, évacuant les eaux pluviales vers la mare. À proximité immédiate avec l'aéroport, le contraste ne pourrait être plus frappant, ces témoins de la ruralité étant devenus rares (n'en subsistent dans le pays de France qu'à Louvres et Villiers-le-Sec).
- Église Notre-Dame-de-l'Assomption, rue du Manoir : Son clocher semble subsister de l'église primitive mentionnée pour la première fois au XIVe siècle, dont la nef se situait au nord de la nef actuelle. Le clocher porte les traces visibles de remaniements aux XVe et XVIe siècles, ayant apporté de simples moulures à pénétration. Consolidé par deux contreforts par angle, entrecoupés chacun de trois glacis intermédiaires, son étage supérieur est ajouré de deux baies abat-son ogivales gémelées par face. Il est coiffé d'un toit à deux croupes couvert d'ardoise. La porte en anse de panier est surmonté beaucoup plus haut par un arc de décharge ogival. Au sud, une tourelle d'escalier hexagonale s'arrêtant en dessous des baies abat-son flanque le clocher. À l'emplacement actuel de la nef l'église a été consacrée en 1531, mais tombe rapidement en ruines après la Révolution française. De ce fait, la nef est entièrement reconstruite entre 1845 et 1850. Elle n'est pas plus large que le clocher, ce qui est un fait assez rare, et ne possède ni bas-côtés, ni transept. Se composant de trois travées ainsi que d'une travée pour le chœur à pans coupés, elle possède des contreforts plats mais des baies ogivales à lancette simple. Le toit est couvert de tuiles plates du pays[32],[33]. À l'intérieur, l'église est voûtée d'ogives et possède une frise sculptée de figures d'évangélistes[34].
- Ferme du Manoir, 1 rue du Manoir : La ferme avec son manoir seigneurial est mentionnée dans un document de 1641, mais la description du manoir avec trois tourelles ne correspond pas au bâtiment actuel, qui n'en comporte qu'une seule, fortement remaniée. Dans sa physionomie actuelle, l'ancienne ferme avec ses bâtiments agencés autour d'une cour rectangulaire remonte au moins au milieu du XVIIIe siècle, et comporte logis, écuries, étables, bergerie, granges et colombier. Il s'agit d'un colombier-porche situé au fond de la cour, dont trois murs sont percés de vingt-deux rangées de seize boulins. Depuis 1993, une partie des bâtiments de la ferme alors désaffectée accueillent un hôtel-restaurant[35].

### Personnalités liées à la commune
- Jean-Claude Lefebvre (1937-1999), joueur de basket-ball français y est né.

### Héraldique
| Blason de Épiais-lès-Louvres | Blason  | Parti : au 1er d'azur à trois épis de blé ordonnés en chevron versé, au 2e d'or à deux avions de ligne montants d'azur; le tout dans une filière d'or. |
| Blason de Épiais-lès-Louvres | Détails | Le statut officiel du blason reste à déterminer. |